# Матісон Анна Олегівна
Анна Олегівна Матісон (нар. 8 липня 1983, Іркутськ) — російський кінорежисер, сценарист і драматург, дружина актора Сергія Безрукова.

## Біографія
Народилася в Іркутську в 1983 році. Навчалася на міжнародному факультеті Іркутського державного університету.
Ще під час навчання в університеті почала працювати в місцевій телекомпанії, пройшла шлях від позаштатного кореспондента до головного продюсера.
У 2004 році спільно з режисером і продюсером Юрієм Дорохіна заснувала власну виробничу студію REC.production, що займається створенням відеофільмів, аудіо- та відеореклами.
У 2008 році студія з ініціативи Анни Матісон створила короткометражний фільм Настрій покращився за однойменним твором Євгена Гришковця. Анна Матісон на цьому проекті виступала в ролі режисера і сценариста. Гришковець зацікавився фільмом і його творцями і запропонував Анні Матісон співробітництво, яке пізніше вилилося в створення повнометражного фільму Сатисфакція, документального серіалу Без сценарію, ряду музичних кліпів, п'єс Будинок і Уїк-енд, аудіо-вистави Річки.
У 2008 році Анна Матісон переїхала до Москви і вступила на сценарний факультет ВДІКу, в майстерню Наталії Рязанцевої, який закінчила в 2013 році з червоним дипломом.

### Родина

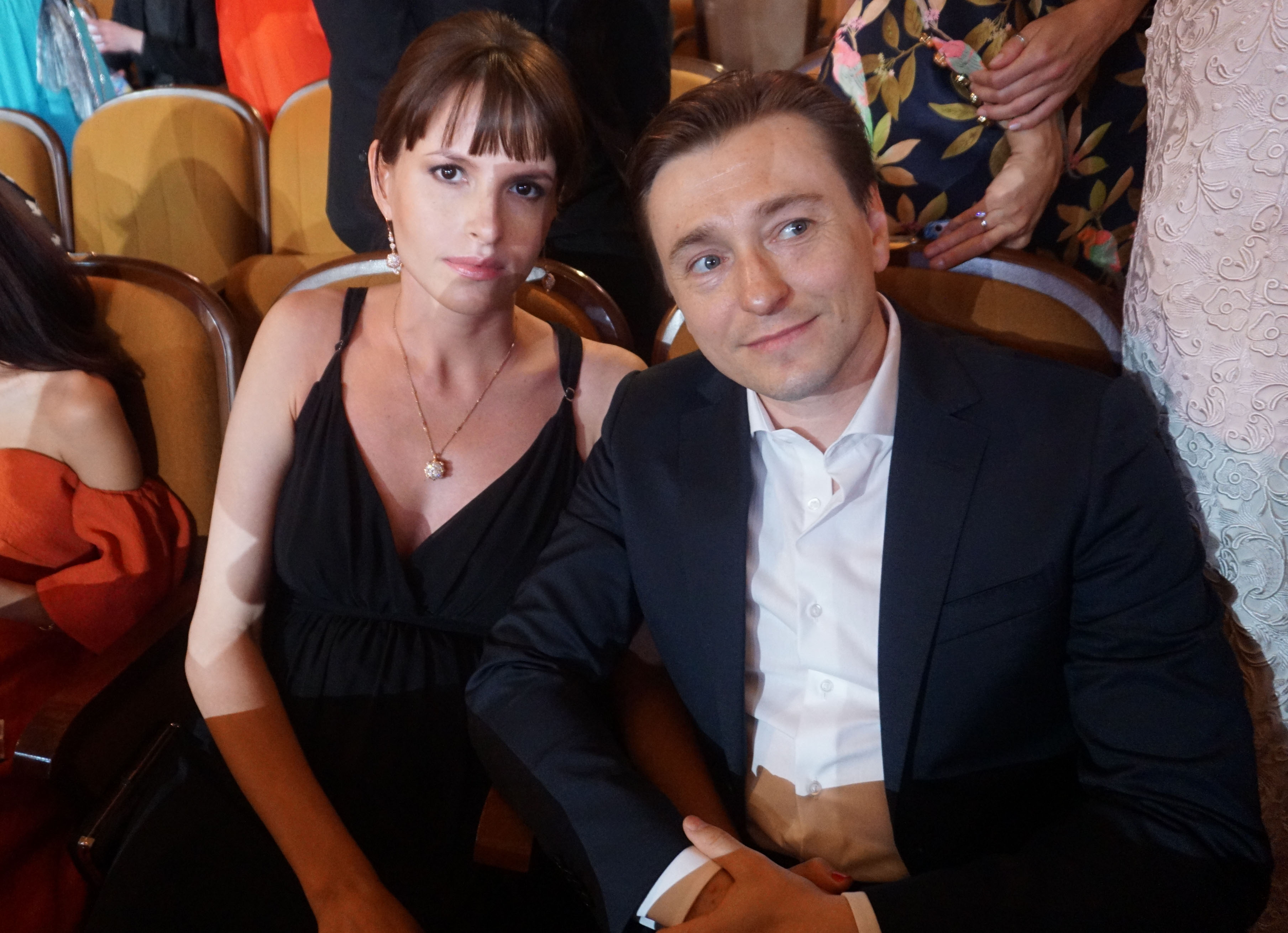
Анна Матісон і Сергій Безруков. Кінотавр, Сочі, 2016 рік.

- 11 березня 2016 року Анна Матісон вийшла заміж за актора Сергія Безрукова, з яким вона познайомилася в лютому 2015 року[2].
- 4 липня 2016 народила дочку Марію. У травні 2018 Сергій Безруков повідомив, що вони з Анною чекають поповнення в родині, 24 листопада 2018 року у подружжя народився син Степан.
- Бабуся — Октябрина Павлівна[3].
- Батьки: Олег Рудольфович Матісон (рід. 22.03.1959) та Ольга Леонідівна Матісон — бізнесмени, з 1991 року власники сімейного приватного підприємства Сибірська міжгалузева фірма 'Аккурат'[4][5][6] .
- Брати — Тимофій Матісон (рід. 23.06.1977) — бізнесмен; і Леонід Матісон (рід. 2.07.1989)[7][8][9].

## Робота в кіно
Режисерським і сценарним дебютом у художньому кіно для Анни Матісон став фільм Сатисфакція, випущений на екрани в 2010 році. Співавтором сценарію виступив Євген Гришковець, який також знявся в головній ролі. Фільм вийшов широким прокатом і брав участь в програмі фестивалів Кінотавр, Меридіани Тихого, Московська прем'єра, Свята Анна, Voices.
Анна Матісон автор сценаріїв до фільмів Ялинки-2, Ялинки-3, Ялинки 1914, Чумацький шлях, Очима собаки.
У 2013—2014 роках знімався дитячий музичний фільм Великі пригоди маленького Сашка Крапівкіна за участю Євгена Гришковця і Дениса Мацуєва.
Працює також в документальному кіно. У 2011 році на Першому каналі Росія був показаний повнометражний документальний фільм Музикант про піаніста Дениса Мацуєва.
Співпраця з Мацуєвим почалося зі створення короткометражного фільму Репетиція оркестру. Одержаний фільм сподобався Мацуєва, і співпраця була продовжена.
У 2012—2013 роках були створені три фільми про диригента Валерія Гергієва і Маріїнський театр :
- Маріїнський театр і Валерій Гергієв (телевізійна прем'єра на Перший канал (Росія)).
- Прокоф'єв: під час шляху (фільм розповідає про життя і творчість українського радянського піаніста та композитора Сергія Прокоф'єва). Сценарій фільму (написаний спільно з Тимуром Езугбая) заснований на щоденниках композитора. У фільмі роль Сергія Прокоф'єва зіграв актор Костянтин Хабенський.
- Далі буде (телевізійна прем'єра на телеканалі Культура).

Фільм Сім днів одного року розповідає про Михайла Турецького і його вокальних колективах — Хорі Турецького і Сопрано-10.
У 2014 році на замовлення Маріїнського театру зняті фільми-опери Лівша (Родіон Щедрін), Семен Котко (Сергій Прокоф'єв), Троя (Гектор Берліоз).
У 2016 році фільм Після тебе входив до конкурсної програми 29-го Токійського кінофестивалю .

### Фільмографія
- 2009 — Настрій покращився, х/ф короткометражка — режисер, сценарист, монтажер
- 2010 — Сатисфакція, х/ф — режисер, сценарист (у співавторстві з Євгеном Гришковцом), монтажер
- 2010 — Репетиція оркестру, короткометражка, док. — режисер, сценарист, монтажер
- 2011 — Музикант, док. — режисер, сценарист, монтажер
- 2011 — Ялинки 2 — сценарист
- 2011 — Сім днів одного року, док. — (документальний) режисер, сценарист, монтажер
- 2012 — Маріїнський театр і Валерій Гергієв, док. — режисер, сценарист, монтажер
- 2013 — Прокоф'єв: під час шляху, док. — режисер, сценарист (у співавторстві з Тимуром Езугбая)
- 2013 — Великі пригоди маленького Сашка Крапівкіна (у виробництві), х / ф — режисер, сценарист (у співавторстві з Тимуром Езугбая)
- 2013 — Маріїнський театр. Далі буде, док. — режисер, сценарист, монтажер
- 2013 — Ялинки 3 — сценарист
- 2014 — Ялинки 1914 — креативний продюсер, сценарист
- 2014 — Лівша — фільм-опера, режисер, монтажер
- 2014 — Семен Котко — фільм-опера, режисер, монтажер
- 2014 — Троя — фільм-опера, режисер, монтажер
- 2015 — Чумацький шлях — режисер
- 2016 — А по тобі — режисер
- 2017 — Ніщеброд — режисер
- 2018 — Заповідник (робоча назва Пушкін. Віскі. Рок-н-рол) — режисер

## Театральні роботи
У 2009 році в театрі Школа сучасної п'єси відбулася прем'єра п'єси Будинок. У 2011 році п'єсу поставив МХТ ім. Чехова.
П'єса також йде в театрі ім. Лермонтова (Казахстан) і театрі Sicaalexandrescu (Румунія).
У 2014 вийшла п'єса Уїк енд (Кінець тижня), написана з Євгеном Гришковцом.
25 грудня 2014 року відбулася прем'єра постановки опери Римського-Корсакова Золотий півник — дебют Анни Матісон в Маріїнському театрі.
У цій виставі вона виступила одночасно як режисер-постановник, художник-постановник і художник по костюмах.

## Премії і нагороди
- У 2008 році сценарій Анни Матісон Добрий вечір (який ліг в основу сценарію фільму Чумацький шлях) потрапив у шорт-лист премії Дебют в номінації Драматургія
- У тому ж році стала лауреатом премії Студентський Букер
- Фільм Сатисфакція — учасник конкурсної програми фестивалю Кінотавр " 2009. Був відзначений призом редакції газети Московський комсомолець на фестивалі Московська прем'єра, а також призом глядацьких симпатій на фестивалі Меридіани Тихого
- 2016 — гран-прі Карельського міжнародного фестивалю фільмів для молоді KIFFYF 2016 (фільм Після тебе)[13]
- 2016 — спеціальний приз Департаменту торгівлі Москви за втілення на кіноекрані яскравого образу художника на 5-му Московському фестивалі російського кіно Будемо жити!, Москва (фільм Після тебе)[14]
- 2017 — диплом другого ступеня і срібло кінофестивалю SOL Russian Film Festival-2017 в Торревьеха, Іспанія (фільм Після тебе)[15][16]
- 2017 — гран-прі IV Благодійного фестивалю духовно-морального кіно для дітей та молоді пам'яті святого Іоанна Кронштадтського, Кронштадт (короткометражний фільм Бережи мене, мій талісман)[17]
- 2017 — гран-прі в конкурсі короткометражних ігрових фільмів на XIV Міжнародному кінофестивалі військово-патріотичного фільму Волоколамський рубіж, Волоколамськ (короткометражний фільм Бережи мене, мій талісман)[18]
- 2017 — спеціальний приз глядацьких симпатій «За блискуче кіновтілення пронизливої історії» на III Міжнародному кінофестивалі Вісім жінок, Москва (фільм Після тебе).[19]